# Старово (Орехово-Зуевский район)
Ста́рово — деревня в Орехово-Зуевском муниципальном районе Московской области. Входит в состав сельского поселения Ильинское. Население — 88 чел. (2010).

## Расположение
Деревня Старово расположена в юго-западной части Орехово-Зуевского района, примерно в 37 км к югу от города Орехово-Зуево. Высота над уровнем моря 131 м.

## Название
По одной версии, название связано с некалендарным личным именем Старой. По другой — оно произошло от прежнего именования деревни — Старое Сенькино.

## История
Изначально здесь существовала одна деревня — Сенькино. Однако, в виду роста её населения, часть жителей перешла в другое место, рядом с ней. В результате, образовалось две деревни — Старое Сенькино и Новое Сенькино. Впоследствии, одна из деревень стала называться Старово, а другая — Сенькино.
В конце XIX — начале XX вв. деревня входила в Ильинскую волость Богородского уезда Московской губернии. 5 января 1921 года Старово в составе Ильинской волости была передана в Егорьевский уезд Рязанской губернии.
В 1926 году деревня являлась центром Старовского сельсовета Ильинской волости Егорьевского уезда Московской губернии, имелась школа 1-й ступени и кооперативное товарищество.
До 2006 года Старово входило в состав Ильинского сельского округа Орехово-Зуевского района.

## Население
В 1926 году в деревне проживало 401 человек (184 мужчины, 217 женщин), насчитывалось 84 крестьянских хозяйства. По переписи 2002 года — 72 человека (26 мужчин, 46 женщин).
| 1926 | 2002 | 2006 | 2010 |
| ---- | ---- | ---- | ---- |
| 401  | ↘72  | ↗92  | ↘88  |